# Berge, Teruel
Berge là một đô thị trong tỉnh Teruel, Aragon, Tây Ban Nha. Dân số 249 người.